# Legge 6 agosto 2008, n. 133
ll decreto Brunetta (dal nome dell'ispiratore Renato Brunetta), ufficialmente decreto-legge 25 giugno 2008, n. 112, è un atto normativo della Repubblica italiana.
Emanato il 25 giugno 2008 durante il governo Berlusconi IV, è stato successivamente convertito nella legge 6 agosto 2008, n. 133.

## Istruzione
La legge, assieme alla riforma Gelmini, è ricordata per aver causato diffuse proteste nel mondo universitario e accademico nel 2008.
. Tra i punti maggiormente discussi si possono citare:
- Taglio di 1 441,5 milioni (1,4 miliardi) di euro al fondo di finanziamento ordinario (FFO) nel quinquennio 2009/2013 (art. 66 comma 13)

- Blocco del turn-over al di sotto del 20% per il triennio 2009-2011 (una nuova assunzione del personale universitario ogni cinque posti liberati) e del 50% per il 2012 (art. 66 comma 13)

- All'art. 16 la legge prevede la facoltà di trasformazione delle università in fondazioni con una votazione a maggioranza del 50%+1 da parte del Senato accademico ed entrata in vigore a partire dal 1º gennaio successivo (art. 16 comma 1). La fondazione formatasi diventerà proprietaria di tutte le infrastrutture che prima erano di proprietà pubblica in cui era sito l'ateneo attraverso atti esenti da imposte e tasse (art. 16 comma 2 e 3). La trasformazione viene incentivata anche attraverso agevolazioni fiscali: i trasferimenti (contributi e liberalità) a favore delle fondazioni sono esenti da imposte e tasse e le spese notarili per agli atti di donazione sono ridotti del 90% (art. 16 comma 5).

- Le fondazioni potranno gestire le tasse studentesche a loro discrezione. Infatti, alle fondazioni universitarie continuano ad applicarsi tutte le disposizioni vigenti per le università statali, ma compatibilmente con l'art. 16 della legge e con la natura privatistica delle fondazioni medesime (art. 16 comma 14). Non è quindi valido per le fondazioni universitarie, ma si riferisce alle sole università statali come dichiarato nell'articolo 1 dello stesso; contrariamente, le università e gli istituti di istruzione universitari non statali, che rilasciano titoli di studio aventi valore legale, determinano autonomamente la tassa di iscrizione e i contributi universitari per tutti i corsi di studio da esse attivati.[3]

- In tema di istruzione scolastica, abbiamo la "riduzione degli indirizzi": gli indirizzi delle scuole superiori, quindi l'insieme comparto dei corsi degli istituti tecnici, professionali e licei, da 714 iniziali, con l'attuazione della riforma Gelmini, vengono ridotti, diminuiti e ridimensionati a 20 indirizzi.

- Abrogazione della legge 21 aprile 1969, n. 162. ("Nuove norme per l'attribuzione dell'assegno di studio universitario")

## Lavoro
All'art. 39 viene introdotto il Libro Unico del Lavoro (LUL) che viene a sostituire il libro paga, quello delle matricole e gli altri registri equipollenti. In tema di lavoro notturno viene chiarito che è da considerarsi lavoratore notturno chi svolga almeno tre ore di lavoro nottetempo. La norma ha inoltre escluso dalla disciplina ordinaria dell'orario di lavoro, le guardie particolari giurate.
L'articolo 71 disciplina la normativa delle assenze dei pubblici dipendenti. Prevede la decurtazione dalla retribuzione, per ogni evento di malattia, a prescindere dalla durata, nei primi dieci giorni di assenza, di ogni indennità o emolumento, comunque denominati, aventi carattere fisso e continuativo, nonché di ogni altro trattamento accessorio. Il terzo evento di malattia nell'anno solare e le assenze superiori a dieci giorni debbono essere giustificati con la presentazione all'amministrazione di un certificato medico rilasciato dalle strutture sanitarie pubbliche o dai medici convenzionati, in quanto parte del Servizio Sanitario Nazionale. Le amministrazioni dovranno inoltrare obbligatoriamente la richiesta di visita fiscale anche nel caso di assenza per un solo giorno. Sul punto si è espressa la Corte Costituzionale con la sentenza del 10 maggio 2012, n. 120, fugando i dubbi di costituzionalità in merito.

## Liberalizzazione dei servizi pubblici
All'art. 23 bis, la legge prevede la privatizzazione e liberalizzazione dei servizi di pubblica utilità: fra questi, tutte le aziende municipalizzate, di proprietà di comuni ed enti pubblici, che si occupano di trasporti, acqua, luce, gas, raccolta e smaltimento dei rifiuti.

## Liberalizzazione dei carburanti
All'art. 83 bis, la legge introduce ulteriori elementi di liberalizzazione nella commercializzazione dei carburanti, completando il processo avviato con il decreto legislativo 11 febbraio 1998 n. 32. La norma ebbe come conseguenza
il ritiro, da parte dell'Unione europea, della procedura d'infrazione, avviata su richiesta di alcuni soggetti operanti nel campo della grande distribuzione organizzata, per la violazione del principio comunitario della libertà di stabilimento.

## Pubblica amministrazione
Vengono inoltre fissati particolari limiti e vincoli per la pubblica amministrazione italiana; in particolare riduzione di spese per l'acquisto di beni e servizi, per la stampa di relazioni, approvvigionamento di combustibile ed alcune disposizioni in tema di personale, tra cui il blocco del turnover sino al 2018, ed uno sblocco progressivo del medesimo secondo una programmazione contenuta nello stesso decreto, nel corso degli anni.
Viene inoltre data la possibilità alle università in Italia di trasformarsi in fondazioni di diritto privato.